# Гойтен
Гойтен (нім. Heuthen) — громада в Німеччині, розташована в землі Тюрингія. Входить до складу району Айхсфельд. Складова частина об'єднання громад Ляйнеталь.
Площа — 10,08 км2. Населення становить 725 ос. (станом на 31 грудня 2021).